# إس. شاكر علي
إس. شاكر علي (بالهندية: एस्. शकिर अली؛ بالإنجليزية: S. Shakir Ali) هو رسام هندي، ولد في 1956 في جايبور في الهند.